# Planeocoris redeii
Planeocoris redeii – gatunek pluskwiaków różnoskrzydłych z rodziny zajadkowatych. Jedyny znany przedstawiciel monotypowego rodzaju Planeocoris.

## Taksonomia
Rodzaj i gatunek opisane zostały przez Dominika Chłonda na podstawie niezidentyfikowanego wcześniej okazu z kolekcji Muzeum Historii Naturalnej w Paryżu.

## Występowanie
Gatunek ten jest endemitem Madagaskaru.